# Joni Brandão
Joni Silva Brandão (20 de novembre de 1989) és un ciclista portuguès, professional des del 2012 i actualment a l'equip Efapel. Del seu palmarès destaca el Campionat nacional en ruta de 2013.

## Palmarès
- 2008
  - Vencedor d'una etapa de la Volta a Galícia
- 2011
  - 1r a la Volta a Portugal del Futur i vencedor d'una etapa
- 2013
  -  Campionat de Portugal en ruta
- 2016
  - 1r a la Volta Internacional Cova da Beira i vencedor d'una etapa
- 2019
  - 1r a la Clàssica Aldeias do Xisto
  - Vencedor d'una etapa a la Volta Internacional Cova da Beira
  - Vencedor de 3 etapes al Gran Premi Jornal de Notícias
- 2020
  - Vencedor d'una etapa a la Volta a Portugal
- 2021
  - 1r a la Clàssica Aldeias do Xisto